# Орден Золотой Звезды (Вьетнам)
Орден Золотой Звезды (вьет. Huân chương Sao Vàng) — высший орден Социалистической Республики Вьетнам.

## Описание
Присуждается лицам за:
- оказание больших и исключительно выдающихся достойных услуг в революционном деле Партии и страны;
- оказание больших и исключительно выдающихся достойных услуг в стране, в политических, экономических, общественных, технологических, дипломатических, научных областях, в обороне, безопасности, литературе и искусстве.

Орденом Золотой Звезды награждаются лица, которые принимали участие в революционном движении до 1935 года и стали руководителями партии, правительства или главнокомандующими Вьетнамской народной армии. После 1945 года, для представления к награждению орденом, лицо должно занимать должность Генерального секретаря партии, Президента Вьетнама, премьер-министра Вьетнама, председателя Национального собрания или генерала вооружённых сил до 30 апреля 1975 года, а своей работой внесло значительные изменения в экономику и оборону страны. Главы иностранных государств, которые активно способствовали развитию Вьетнама тоже награждаются орденом.
Орден Золотой Звезды учреждён 6 июня 1947 года, указом № 58/SL Демократической Республики ВьетнамSắc lệnh 58/SL đặt 3 Huân chương "Sao vàng" "Hồ Chí Minh" "Độc lập" (6 июня 1947). Архивировано 11 апреля 2023 года.. Новый статут и сам орден был утверждён 26 ноября 2003 года.

## Награждённые
Среди награждённых этим орденом:
- Хо Ши Мин, президент Вьетнама (1963[1]) — отказался от ордена[2]
- Тон Дык Тханг, президент Вьетнама
- Во Нгуен Зяп, командующий Вьетнамской Народной Армией
- Ле Зуан, президент Вьетнама, генеральный секретарь КПВ
- Фам Ван Донг, премьер-министр Вьетнама
- Фам Хунг, премьер-министр Вьетнама
- Фан Ван Кхай, премьер-министр Вьетнама (1997—2006)
- Нгуен Ван Линь, генеральный секретарь КПВ
- Ле Дык Тхо, руководитель Центрального организационного комитета КПВ
- Во Ти Конг, президент Вьетнама
- Во Ван Кьет, премьер-министр Вьетнама
- Lê Quang Đạo, председатель Национального собрания
- Ван Тьен Зунг, генерал, министр обороны Вьетнама
- Ле Дык Ань, президент Вьетнама, министр обороны Вьетнама
- Нгуен Хыу Тхо, председатель Национального собрания, президент Вьетнама
- До Мыой, генеральный секретарь КПВ, премьер-министр Вьетнама
- Huỳnh Tấn Phát, председатель Правительства Южного Вьетнама
- Nguyễn Chí Thanh, генерал, Director of the Department of Politics of the Vietnam People’s Army
- Lê Trọng Tấn, генерал, руководитель Генерального Штаба
- Хоанг Ван Тхай, генерал, руководитель Генерального Штаба
- Нгуен Фу Чонг, генеральный секретарь ЦК КПВ, президент Вьетнама (2018-2021)[3]
- Жамбын Батмунх, генеральный секретарь ЦК МНРП
- Кейсон Фомвихан, президент Лаоса
- Кхамтай Сипхандон, президент Лаоса
- Фидель Кастро, председатель Государственного Совета Кубы (1982)[4]
- Леонид Брежнев, генеральный секретарь ЦК КПСС[5] (1980)[6]
- Алексей Косыгин, председатель Совета Министров СССР (1980)[6]
- Михаил Суслов, член Политбюро ЦК КПСС (1980)[6]
- Войцех Ярузельский, первый секретарь ЦК ПОРП (1983)

Организации:
- Вьетсовпетро